# Federació Pagana Internacional
La Federació Pagana Internacional és una de les majors organitzacions internacionals del neopaganisme juntament amb el Congrés Mundial de Religions Ètniques. Va ser fundada el 1977 i té la seu en Londres, Regne Unit. Lluita pels drets dels neopagans, per promoure la unitat entre tradicions paganes i educar al públic sobre la veritable naturalesa del paganisme. Publica la revista Alba Pagana.
Té comunitats membres a: Alemanya, Austràlia, Àustria, Bèlgica, Canadà, Escòcia, Espanya, Estats Units, França, Hongria, Irlanda, Itàlia, Mèxic, Països Baixos, Polònia, Portugal, República Txeca, Suècia, Sud-àfrica, Turquia i Regne Unit.